# ネットワーク・テン
Network 10（ネットワーク・テン）は、オーストラリアの商業放送テレビ局。シドニーに本拠を置く。通称「チャンネル10」。
1965年に"Independent Television System"（ITS）として主要都市の放送局の集合体として組織作りが始まり、10chの放送局が多かったことから「TEN」の名称が使われるようになる。
2005年にはカナダのメディアグループCanWestが株式の65%を取得し、筆頭株主となった。2017年8月、CBSに買収された。

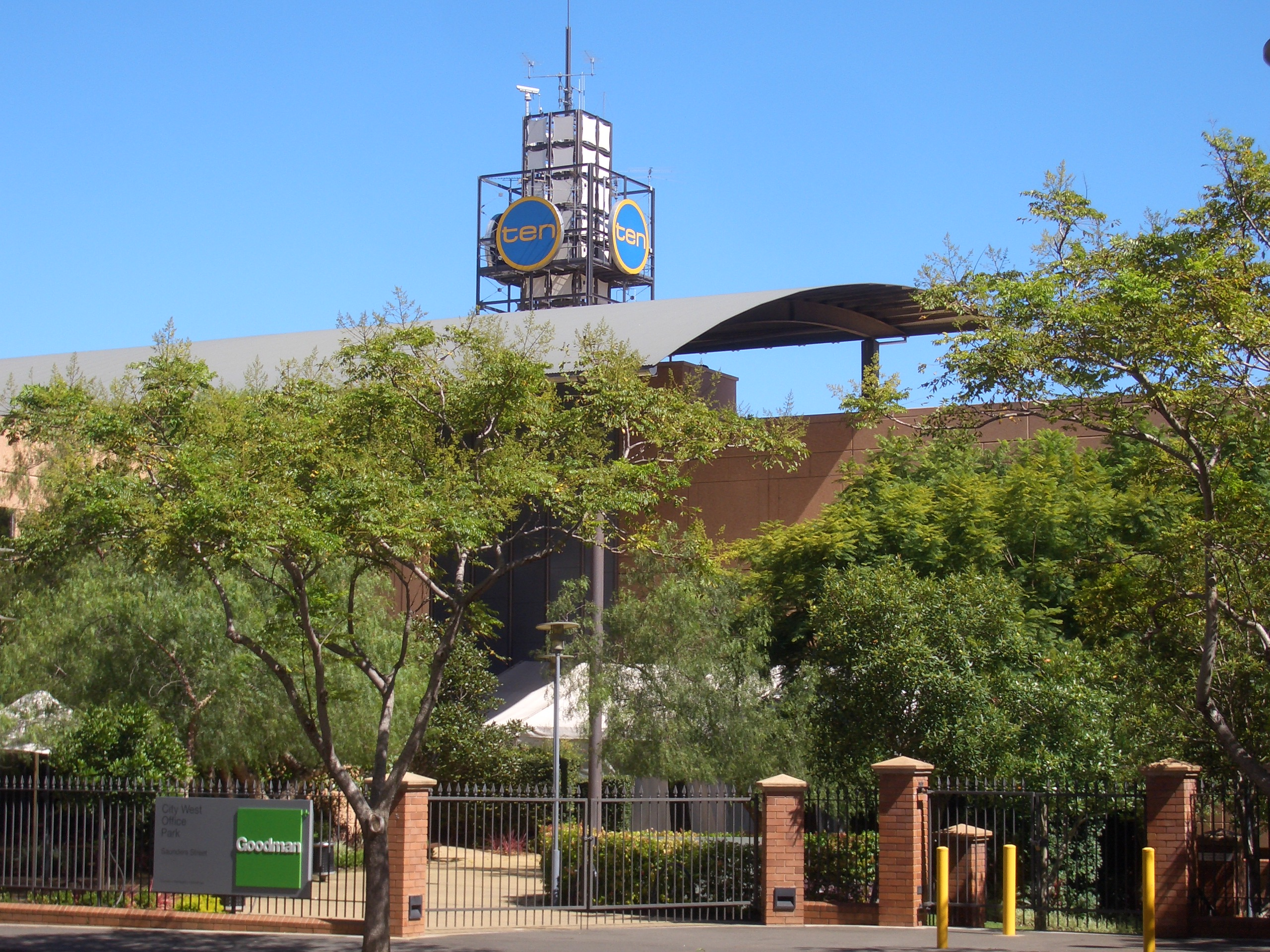
シドニーの放送センター

## 主な番組
- Neighbours（ソープオペラ）
- マスターシェフ・オーストラリア
- H2O:ジャスト・アド・ウォーター（H2O: Just Add Water、ティーンドラマ ジョナサン・M・シッフ・プロダクション制作）
- ライトニング・ポイント（Lightning Point、ティーンドラマ ジョナサン・M・シッフ・プロダクション制作）
- オーストラリアンアイドル
- ANZチャンピオンシップ中継（ネットボール）